# Factor termodinámico
El factor termodinámico analiza la viabilidad de las reacciones químicas, es decir, la posibilidad de que estas ocurran. Así, de acuerdo a los parámetros termodinámicos, se tendrá que la:
- Energía Libre[1] (ΔG) indicará si la reacción es factible o no.

| Si {\displaystyle \Delta G<0}, el proceso es espontáneo, la reacción ocurrirá. Si {\displaystyle \Delta G=0}, el sistema está en equilibrio, no existe cambio neto. Si {\displaystyle \Delta G>0}, el sistema no es espontáneo, la reacción no ocurrirá. |

- Entalpía (ΔH) indicará si la reacción necesitará o liberará calor para producirse.

| Si {\displaystyle \Delta H<0}, la reacción es exotérmica, durante la reacción se libera calor. Si {\displaystyle \Delta H>0}, la reacción es endotérmica, la reacción necesitará absorber calor para producirse. |

Como el proceso de Haber tiene un ΔH = -92,6 kl/mol que es menor a 0, la reacción es exotérmica, por lo que se libera calor durante la reacción. Ahora, de la ecuación: 

{\displaystyle \Delta G=\Delta H-T\Delta S}

y conociendo que ΔS= 0,191 kl/mol y que T= 723K, se obtiene que ΔG < 0, por lo que la reacción es un proceso espontáneo.